# Centropyge aurantia
Centropyge aurantia е вид бодлоперка от семейство Pomacanthidae. Видът не е застрашен от изчезване.

## Разпространение и местообитание
Разпространен е в Австралия, Американска Самоа, Вануату, Индонезия, Микронезия, Палау, Папуа Нова Гвинея, Самоа, Соломонови острови, Тонга и Фиджи.
Обитава океани, морета и рифове. Среща се на дълбочина от 3 до 18,3 m, при температура на водата около 29,2 °C и соленост 34,4 – 34,5 ‰.

## Описание
На дължина достигат до 10 cm.
Популацията на вида е стабилна.